# Dyjice
Dyjice település Csehországban, a Jihlavai járásban. Dyjice Radkov, Ořechov, Nová Říše, Mysliboř, Olšany, Zvolenovice, Vystrčenovice, Vápovice, Telč és Žatec településekkel határos. Lakosainak száma 136 fő (2024. január 1.).

## Népesség
A település lakosságának változását az alábbi diagram mutatja:
| Lakosok száma | 264  | 321  | 295  | 196  | 166  | 136  | 136  | 136  | 135  | 136  |
|               | 1869 | 1890 | 1921 | 1950 | 1980 | 2001 | 2017 | 2019 | 2022 | 2024 |